# Район 8 (Хошимин)
Район 8 (вьет. Quận 8) — городской район Хошимина (Вьетнам).
По состоянию на 2010 год, в районе проживает 418 961 человек. Площадь района 8 составляет 19,11 км².

## Географическое положение
Район 8 граничит с районами 5 и 6 на севере, районами 4 и 7 на востоке, районом Биньтянь на юге и районом Биньтан на западе.

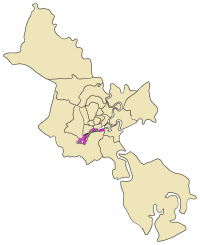
Расположение района 8 на карте метрополии Хошимина

## Административное деление
Район 8 разделён на 16 городских кварталов (phường):
| - Квартал 1 - Квартал 2 - Квартал 3 - Квартал 4 - Квартал 5 - Квартал 6 - Квартал 7 - Квартал 8 | - Квартал 9 - Квартал 10 - Квартал 11 - Квартал 12 - Квартал 13 - Квартал 14 - Квартал 15 - Квартал 16 |